# Yehudit Sasportas

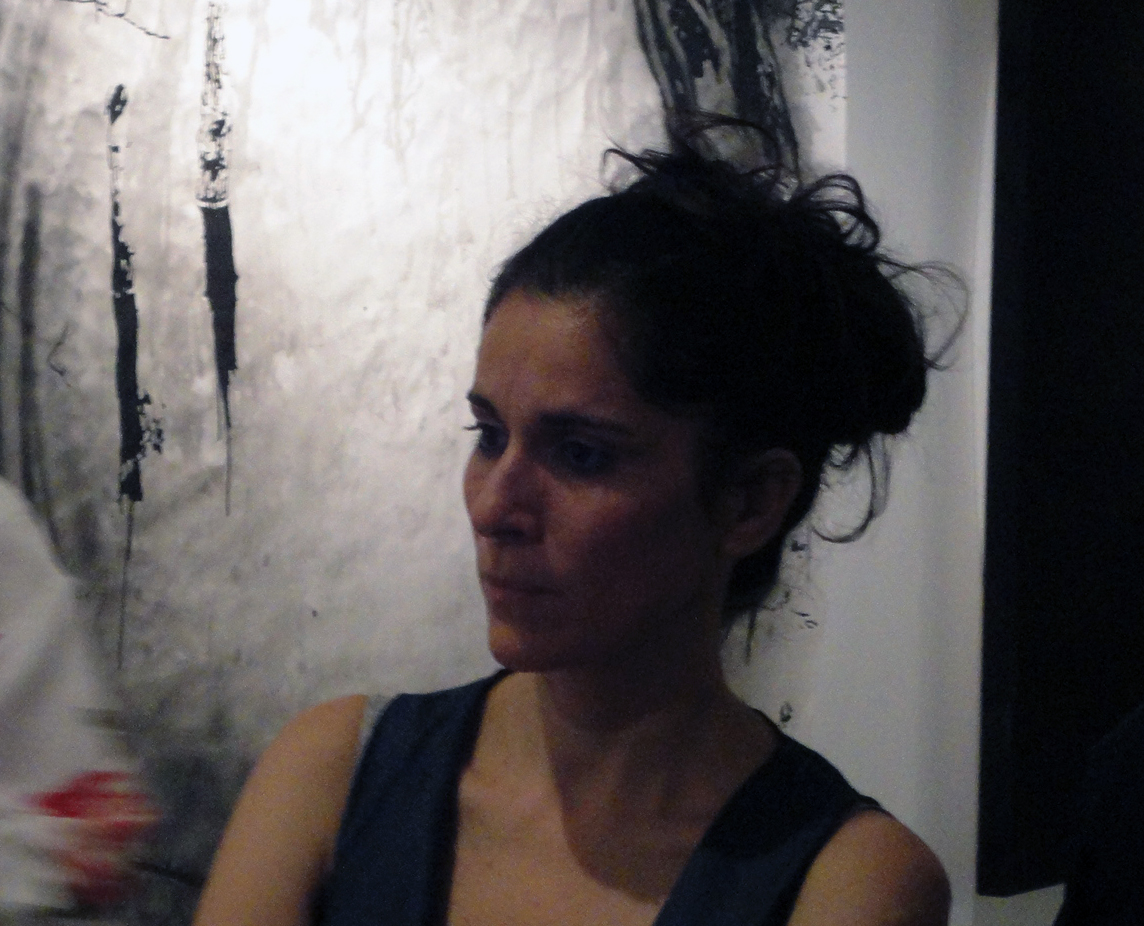
Yehudit Sasportas (2013)

Yehudit Sasportas (hebräisch יהודית סספורטס; geboren 1969 in Ashdod, Israel) ist eine israelische Bildhauerin, Malerin, Zeichnerin und Video-Künstlerin. Sie gehört zu den bedeutendsten Vertreterinnen der zeitgenössischen Kunst Israels.

## Ausbildung
Yehudit Sasportas, Tochter marokkanischer Einwanderer, begann ihre künstlerische Ausbildung 1988 und 1989 am College of Visual Art in Beʾer Scheva. Anschließend besuchte sie bis 1993 die Bezalel Academy of Arts and Design in Jerusalem, wo sie einen Abschluss als Bachelor of Fine Arts (B.F.A.) erwarb. 1993 wechselte sie an die Cooper Union in New York City. In den Jahren 1997 bis 1999 studierte sie wieder an der Bezalel Academy of Arts and Design in Jerusalem und erwarb den Abschluss Master of Fine Arts (M.F.A.).

## Werk
Sasportas schuf in ihren frühen Arbeiten dreidimensionale Strukturen, die auf Bildern von Haushaltsgegenständen basierten, darunter Werke wie Cradle (1991) oder Trash Can Scale (1996). In der großformatigen Installation The Carpenter and the Seamstress (2000) kombinierte sie Skulptur und Zeichnung auf der Grundlage des Architekturplans der Wohnung ihrer Eltern in einem Wohnprojekt in Ashdod.
In den 2000er Jahren begann sie damit, auch die Natur darzustellen; ihre Motive waren hauptsächlich Wälder und Sumpfgebiete, die sie mit konkreten und metaphorischen Dimensionen darstellte. Außerdem wandte sie sich zunehmend dem Bereich der Videokunst zu.
Im Jahr 2007 gestaltete Sasportas als Einzelkünstlerin den Israelischen Pavillon auf der 52. Kunstbiennale in Venedig.
Sasportas erhielt zahlreiche Preise. Ihre Werke präsentierte sie im Rahmen von Ausstellungen und Kunstfestivals in Israel, Europa und den Vereinigten Staaten.
Ihr Werk Markus’ Story (2003), ein ca. 2,35 × 1,09 m großes Gemälde (Tinte und Filzstift auf Papier), ist Bestandteil der Sammlungen des Museum of Modern Art in New York.
Sasportas lebt und arbeitet in Tel Aviv und Berlin.

## Preise und Auszeichnungen
- 1991: Rosa Markin Prize for Excellent Work, Bezalel Academy of Arts and Design, Israel
- 1992: Nina Weiner Fellowship, America-Israel Cultural Foundation
- 1992: Ehud Alhanani Prize for Academic Excellence, Fine Art Department, Bezalel Academy of Arts and Design, Israel
- 1993: Roman Steinmann Prize for Sculpture, Herzliya Museum of Art, Yad-Labanim, Herzlia
- 1994: Sharett Foundation Fellowship, Helena Rubinstein Award for Sculpture, America-Israel Cultural Foundation
- 1996: Prize for a Young Artist, Ministry of Education and Culture
- 1996: Kadishman Prize for Sculpture, America-Israel Cultural Foundation
- 1997: Ingeborg Bachman Stipendium, gegründet von  Anselm Kiefer, Wolf Foundation
- 1999: The Israeli Art Prize, The Nathan Gottesdiener Foundation
- 2000: Arthur Goldreich Foundation, Bezalel Academy of Arts and Design, Jerusalem
- 2003: Artist-in-Residence, Binz Foundation, NAIRS, Schweiz
- 2003–2005: Chosen Artist, Israel Cultural Excellence Foundation (ICExcellence)
- 2004–2005: Artist-in-Residence, Künstlerhaus Bethanien, Berlin

## Einzelausstellungen (Auswahl)
- 1994: Drawings, Jerusalem Artists’ House, Jerusalem, Israel
- 1996: Trash-can Scale, Work 1995–96, Janco Dada Museum, Ein Hod, Israel
- 2000: The Carpenter and the Seamstress, Tel Aviv Museum of Art, Tel Aviv-Yaffo
- 2001: The Carpenter and the Seamstress II, Deitch Projects, New York, USA
- 2001: How did it ever come so far..., Galerie EIGEN + ART Berlin
- 2002: The Archive, Artist’s Statement, Galerie EIGEN + ART, Art Cologne, Köln
- 2002: By the River, Matrix 200, The Berkley Museum Of Art, San Francisco, USA
- 2003: The Swamp and the Magnetic Ants, Galerie EIGEN + ART Leipzig
- 2004: The Guardian of the Pearl’s Shadow 1, Sommer Contemporary Art, Tel Aviv-Yaffo, Israel
- 2004: The Guardian of the Pearl’s Shadow 2, Tilton Gallery, Los Angeles, USA
- 2005: The Cave Light, Leonhardi-Museum, Dresden
- 2005: The Pomegranate Orchard, Galerie EIGEN + ART Berlin
- 2006: The Guardian of the Pearl’s Shadow, Sint-Lukas Galerij, Brüssel, Belgien
- 2007: The Guardians of the Threshold, 52. Biennale von Venedig, Israelischer Pavillon, Venedig, Italien
- 2008: Sommer Contemporary Art, Tel Aviv-Yaffo
- 2008: The Laboratory, Kunstverein Braunschweig
- 2008: Galerie EIGEN + ART, frieze art fair, London, Vereinigtes Königreich
- 2009: The Clearing of the Unseen, DA2 Domus Artium 2002, Salamanca, Spanien
- 2009: Cosmic Voices, Sommer Contemporary Art, Tel Aviv-Yaffo, Israel
- 2010: Hasipur (The Story), Herbert-Gerisch-Stiftung, Neumünster[3]
- 2011: Films, Galerie EIGEN + ART Leipzig
- 2013: Seven Winters, Israel Museum, Jerusalem[4]
- 2017: Rifts of Absenence, Villa Schöningen, Potsdam[5]
- 2021: Yehudit Sasportas – Archäologie des Unsichtbaren, Kunsthalle Wilhelmshaven[6]